# Bahnstrecke Neunkirchen–Neunkirchen-Heinitz
| Streckennummer (DB): | 3270 Neunkirchen–Neunkirchen-Heinitz 3272 Neunkirchen–Schiffsweiler 3276 Neunkirchen-Dechen–Heinitz Grube |                                                |                                                |
| Kursbuchstrecke: | 271h (1944, 1946)                                                                                         |                                                |                                                |
| Streckenlänge: | 4,3 km |                                                |                                                |
| Spurweite: | 1435 mm (Normalspur)                                                                                      |                                                |                                                |
| Zweigleisigkeit: | % |                                                |                                                |
| | |                                                |                                                |
| Bundesland: | Saarland                                                                                                  |                                                |                                                |
| \| \| \| Verbindungsstrecke von Pfälzischer Ludwigsbahn \| \| \| \| \| Nahetalbahn von Türkismühle \| \| \| \| 0,0 \| Neunkirchen (Saar) Hbf (Keilbahnhof) \| Neunkirchen (Saar) Hbf (Keilbahnhof) \| \| \| \| Fischbachtalbahn nach Schiffweiler \| \| \| \| ~2,5 \| Neunkirchen Hbf Abzw \| Neunkirchen Hbf Abzw \| \| \| \| Grube König \| \| \| \| \| Nahetalbahn nach Saarbrücken \| \| \| \| \| ehem. Verbindungsstrecke nach Schiffweiler \| \| \| \| \| Tunnel Slaverie (320 m) \| \| \| \| 3,6 \| Neunkirchen (Saar)-Dechen \| Neunkirchen (Saar)-Dechen \| \| \| \| Heinitz Grube (Zweigstrecke) \| \| \| \| \| Dechen Grube \| \| \| \| 4,3 \| Neunkirchen (Saar)-Heinitz \| Neunkirchen (Saar)-Heinitz \| | |                                                |                                                |
| Strecke | | Verbindungsstrecke von Pfälzischer Ludwigsbahn | Verbindungsstrecke von Pfälzischer Ludwigsbahn |
| Strecke von rechts · Strecke | | Nahetalbahn von Türkismühle                    | Nahetalbahn von Türkismühle                    |
| Bahnhof · Kopfbahnhof Strecke ab hier außer Betrieb | 0,0 | Neunkirchen (Saar) Hbf (Keilbahnhof)           | Neunkirchen (Saar) Hbf (Keilbahnhof)           |
| Abzweig geradeaus und nach rechts · Strecke (außer Betrieb) | | Fischbachtalbahn nach Schiffweiler             | Fischbachtalbahn nach Schiffweiler             |
| Abzweig geradeaus und ehemals von links · Abzweig geradeaus und nach rechts (Strecke außer Betrieb) | ~2,5 | Neunkirchen Hbf Abzw                           | Neunkirchen Hbf Abzw                           |
| Abzweig geradeaus und ehemals von links · Kreuzung geradeaus unten (Strecken außer Betrieb) | | Grube König                                    | Grube König                                    |
| Strecke nach rechts · Strecke (außer Betrieb) | | Nahetalbahn nach Saarbrücken                   | Nahetalbahn nach Saarbrücken                   |
| Abzweig geradeaus und nach rechts (Strecke außer Betrieb) | | ehem. Verbindungsstrecke nach Schiffweiler     | ehem. Verbindungsstrecke nach Schiffweiler     |
| Tunnel (Strecke außer Betrieb) | | Tunnel Slaverie (320 m)                        | Tunnel Slaverie (320 m)                        |
| Bahnhof (Strecke außer Betrieb) | 3,6 | Neunkirchen (Saar)-Dechen                      | Neunkirchen (Saar)-Dechen                      |
| Betriebs-/Güterbahnhof Streckenanfang und quer (Strecke außer Betrieb) · Abzweig geradeaus und nach rechts (Strecke außer Betrieb) | | Heinitz Grube (Zweigstrecke)                   | Heinitz Grube (Zweigstrecke)                   |
| Abzweig geradeaus und von links (Strecke außer Betrieb) | | Dechen Grube                                   | Dechen Grube                                   |
| Kopfbahnhof Streckenende (Strecke außer Betrieb) | 4,3 | Neunkirchen (Saar)-Heinitz                     | Neunkirchen (Saar)-Heinitz                     |

Die Bahnstrecke Neunkirchen–Neunkirchen-Heinitz ist eine ehemalige eingleisige und normalspurige Eisenbahnstrecke in Neunkirchen (Saar) im Saarland.
Sie diente hauptsächlich als Grubenanschlussbahn der Grube Heinitz sowie der Grube Dechen und führte beim Bau weiter bis nach Wellesweiler kurz vor der damaligen Landesgrenze zwischen dem Königreich Preußen und dem Königreich Bayern. Dort bestand in Bexbach Anschluss an die Pfälzische Ludwigsbahn.

## Geschichte
Auf Betreiben des preußischen Staates wurde ab 1843 die Bahnstrecke zur Erschließung der Kohlegruben in Heinitz, heute Stadtteil von Neunkirchen, geplant und gebaut.
Am 7. September 1850 startete im Bahnhof Heinitz der erste Kohlenzug im damaligen Saargebiet, offiziell eröffnet wurde die Strecke zwischen Heinitz und Neunkirchen am 15. September 1850. Der Abschnitt nach Wellesweiler wurde am 20. Oktober 1850 in Betrieb genommen. Er gehört heute zur Bahnstrecke Homburg–Neunkirchen, die als Bestandteil der Ludwigsbahn zwecks Abfuhr von Kohle gebaut wurde.
1857 wurde die Grube Dechen im Bahnhof Heinitz an die Bahnstrecke angeschlossen.
Vom großen Zechensterben Mitte des 20. Jahrhunderts blieben auch die Neunkircher Gruben nicht verschont. Die Grube Heinitz wurde bereits am 24. November 1962 stillgelegt. Die Grube Dechen wurde der Grube König unterstellt, zunächst auf der Verwaltungsebene, am 19. August 1963 erfolgte der Durchschlag. Zum 1. Januar 1964 wurden die beiden Gruben zusammengelegt und die Tagesanlage Dechen außer Betrieb genommen.
Mit Schließung der beiden Gruben verlor die Bahnstrecke ihre Hauptaufgabe. Der Eisenbahnverkehr wurde schrittweise eingestellt, das letzte Teilstück zwischen Neunkirchen und Dechen wurde im Jahr 2000 endgültig stillgelegt.